# Cantico di Ezechia
Il Cantico di Ezechia è un cantico dell'Antico testamento attribuita al re di Giuda Ezechia, e trascritta dal profeta Isaia. Il testo del cantico è contenuto nel libro del Profeta Isaia 38,10-20.

## Premessa e contenuto

### Premessa
Ezechia, re di Giuda tra VIII e VII secolo a.C., si trova a contrarre una malattia mortale. Dai capitoli 36 a 39 del suo scritto profetico, Isaia racconta i giorni di dolore del re, che vuole dimostrare la sua fede in Dio, ma vuole anche risposte a questa fede. Il fatto storico della malattia di Ezechia è narrato in altri due libri biblici: Secondo libro dei re 18,13;20,21 e Secondo libro delle cronache 32.

### Contenuto
I fatti contenuti nel capitolo sono più o meno gli stessi raccontati dal Libro dei re: Ezechia riceve risposta dal Signore, che descrive la morte come visitatrice importuna, e indica a Ezechia che il suo giudizio è stato posticipato, facendo retrocedere l'ombra sulla meridiana. La cosa che distingue il racconto di Isaia dagli altri è la presenza, per l'appunto, delle parole di Ezechia, lo "scritto di Ezechia", che accompagna la sua guarigione. Esso inizia in maniera pessimistica, poi prosegue riassumendo la richiesta di essere salvato dalla morte, e man mano diventa un rendimento di grazie perché la sua richiesta è stata esaudita.

## Testo italiano
Ecco il testo secondo la versione CEI/Gerusalemme.
Io dicevo: «A metà della mia vita
me ne vado alle porte degli inferi;
sono privato del resto dei miei anni».
Dicevo: «Non vedrò più il Signore
sulla terra dei viventi,
non vedrò più nessuno
fra gli abitanti di questo mondo.
La mia tenda è stata divelta e gettata lontano da me,
come una tenda di pastori.
Come un tessitore hai arrotolato la mia vita,
mi recidi dall'ordito.
In un giorno e una notte mi conduci alla fine».
Io ho gridato fino al mattino.
Come un leone, così egli stritola
tutte le mie ossa.
Come una rondine io pigolo,
gemo come una colomba.
Sono stanchi i miei occhi di guardare in alto.
Signore, io sono oppresso; proteggimi.
Che dirò? Sto in pena
poiché è lui che mi ha fatto questo.
Il sonno si è allontanato da me
per l'amarezza dell'anima mia.
Signore, in te spera il mio cuore;
si ravvivi il mio spirito.
Guariscimi e rendimi la vita.
Ecco, la mia infermità si è cambiata in salute!
Tu hai preservato la mia vita
dalla fossa della distruzione,
perché ti sei gettato dietro le spalle
tutti i miei peccati.
Poiché non gli inferi ti lodano,
né la morte ti canta inni;
quanti scendono nella fossa
non sperano nella tua fedeltà.
Il vivente, il vivente ti rende grazie
come io oggi faccio.
Il padre farà conoscere ai figli
la tua fedeltà.
Il Signore si è degnato di aiutarmi;
per questo canteremo sulle cetre
tutti i giorni della nostra vita,
canteremo nel tempio del Signore.

## Il Cantico nella liturgia e nella poesia

### Il Cantico nella liturgia
Il martedì mattina alle lodi mattutine il Cantico di Ezechia viene cantato tra i due salmi.

### Il Cantico nella poesia
Il versetto 10, quello iniziale del cantico, è ripreso da Dante Alighieri nell'incipit della Divina Commedia.
È ancora poco noto che il sonetto A Zacinto del Foscolo ("Né più mai") prende avvio dal cantico, in particolare nella traduzione di Giuseppe Olivi, che si legge in appendice all'Elogio dell'abate Giuseppe Olivi (p. 107) scritto da Melchiorre Cesarotti.